# Stictopisthus clypeatus
Stictopisthus clypeatus là một loài tò vò trong họ Ichneumonidae.